# 지린현
지린현(베트남어: Huyện Di Linh / 縣夷靈)는 베트남 사회주의 공화국 럼동성에 있는 현이다. 면적은 1,614.64km2 인구는 2017년을 기준으로 166,350명이다. 현도는 지린 시진에 위치해 있다.

## 행정 구역
1개의 시진과 18개의 사로 구성된다.

### 시진
- 지린 시진 (Thị trấn Di Linh / 夷靈)

### 사
- 바오투언 (Bảo Thuận / 保順)
- 딘락 (Đinh Lạc / 丁樂)
- 딘짱호아 (Đinh Trang Hòa / 丁庄和)
- 딘짱트엉 (Đinh Trang Thượng / 丁庄上)
- 자박 (Gia Bắc / 嘉北)
- 자히엡 (Gia Hiệp / 嘉協)
- 궁제 (Gung Ré / 翁熱)
- 호아박 (Hòa Bắc / 和北)
- 호아남 (Hòa Nam / 和南)
- 호아닌 (Hòa Ninh / 和寧)
- 호아쭝 (Hòa Trung / 和中)
- 리엔덤 (Liên Đầm / 蓮潭)
- 선디엠 (Sơn Điền / 山田)
- 땀보 (Tam Bố / 三步)
- 떤쩌우 (Tân Châu / 新洲)
- 떤럼 (Tân Lâm / 新林)
- 떤응이아 (Tân Nghĩa / 新義)
- 떤트엉 (Tân Thượng / 新上)

## 관광
- 보블라 폭포
- 릴리앙 폭포
- 코이 폭포